# Geografija Belizeja
Belize je majhna srednjeameriška država, ki je na 17°15' severno od ekvatorja in 88°45' zahodno od začetnega poldnevnika na polotoku Jukatan. Na vzhodu meji na Karibsko morje s 386 km obale. Ima skupno 542 km kopenskih meja - Mehika na severozahodu (272 km) in Gvatemala na jugu-jugozahodu (266 km). Skupna velikost Belizeja je 22.966 km², od tega je 22.806 km² kopnega in 160 km² vode.
Belize je edina država v Srednji Ameriki brez pacifiške obale. Številni koralni grebeni, zalivi in otoki na vzhodu, kot so Ambergris Caye, Lighthouse Reef, Gloverjev greben in otoki Turneffe, so del ozemlja Belizeja in tvorijo Belizejski koralni greben, ki je najdaljši na zahodni polobli in meri približno 322 km in drugi najdaljši na svetu za Velikim koralnim grebenom. Največja reka Belizeja je istoimenska reka Belize. Najnižja nadmorska višina Belizeja je na morski gladini. Njegova najvišja točka je Doyle's Delight na 1124 m.
Podnebje v Belizeju je tropsko, z deževno sezono od junija do novembra in suho sezono od januarja do maja. Naravne nevarnosti vključujejo orkane (večinoma v pozni sezoni orkanov v Atlantiku, od septembra do decembra), obalne poplave, zlasti na jugu, in potrese iz sosednjih držav (Mehika in Gvatemala). Prav tako je komaj kaj stalne vode.

## Fizične lastnosti
Topografske značilnosti delijo pokrajino Belizeja na dve glavni fiziografski regiji. Vizualno najbolj osupljivo od teh regij odlikujejo Majevske gore in z njimi povezane kotline in planote, ki prevladujejo nad vsemi, razen nad ozko obalno nižino v južni polovici države. Gore se dvigajo do višine okoli 1100 metrov, najvišja točka pa je Doyle's Delight (1124 m) v pogorju Cockscomb Range, v zahodnem Belizeju. Zaradi nizke rodnosti je to močno gozdnato visokogorje zelo redko poseljeno.
Drugo regijo sestavljajo severno nižavje, skupaj z južno obalno nižino. Osemnajst večjih rek in številni trajni potoki odmakajo ta nizko ležeča območja. Obala je ravna in močvirnata, s številnimi lagunami, zlasti v severnem in osrednjem delu države. Zahodno od severnih obalnih območij se teren spreminja od močvirja z mangrovami do savane tropskega bora in gozda trdega lesa.
Belize zahteva izključno gospodarsko cono 35.351 km² z 200 navtičnimi miljami (370,4 km) in teritorialnim morjem 12 navtičnih milj (22,2 km). Od izliva reke Sarstoon do Ranguana Cay je teritorialno morje Belizeja 3 nmi (5,6 km); v skladu z belizejskim zakonom o morskih območjih iz leta 1992 je namen te omejitve zagotoviti okvir za pogajanja o dokončnem sporazumu o ozemeljskih razlikah z Gvatemalo.
Belize je edina država v Srednji Ameriki brez obale na severnem Tihem oceanu.

### Reke
Prepletena omrežja rek, potokov in lagun so igrala ključno vlogo v zgodovinski geografiji Belizeja. Največja in zgodovinsko najpomembnejša reka je reka Belize, ki odmaka več kot eno četrtino države, ko se vije vzdolž severnega roba gorovja Maja čez središče države do morja blizu mesta Belize. Reka Belize, znana tudi kot Stara reka, je plovna do gvatemalske meje in je služila kot glavna trgovska in komunikacijska arterija med notranjostjo in obalo do globoko v 20. stoletju.
Druge zgodovinsko pomembne reke so reka Sibun, ki odmaka severovzhodni rob gorovja Maja, in reka New, ki teče skozi severna območja pridelave sladkorja, preden se izlije v zaliv pri Chetumalu. Obe rečni dolini imata rodovitna aluvialna tla in podpirata precejšnjo pridelavo in naseljevanje ljudi.

## Podnebje
Belize ima tropsko podnebje z izrazitimi mokrimi in suhimi sezonami, čeprav obstajajo precejšnje razlike v vremenskih vzorcih po regijah. Temperature se razlikujejo glede na nadmorsko višino, bližino obale in blažilne učinke severovzhodnih pasatov ob Karibih. Povprečne temperature v obalnih regijah se gibljejo od 24 °C januarja do 27 °C julija. Temperature so nekoliko višje v notranjosti, razen na južnih visokogorskih planotah, kot je Mountain Pine Ridge, kjer je opazno hladneje vse leto. Na splošno letne čase bolj kot v temperaturi zaznamujejo razlike v vlažnosti in padavinah.
Povprečna količina padavin se precej razlikuje in sega od 1350 milimetrov na severu in zahodu do več kot 4500 milimetrov na skrajnem jugu. Sezonske razlike v količini padavin so največje v severnih in osrednjih regijah države, kjer med januarjem in aprilom ali majem pade manj kot 100 milimetrov dežja na mesec. Sušno obdobje je na jugu krajše in običajno traja le od februarja do aprila. Krajše, manj deževno obdobje, lokalno znano kot 'mala suša', običajno nastopi konec julija ali avgusta, po prvem začetku deževne sezone.

### Orkani
Orkani so imeli v zgodovini Belizeja uničujočo vlogo. Leta 1931 je neimenovani orkan uničil več kot dve tretjini stavb v mestu Belize in ubil več kot 1000 ljudi. Leta 1955 je orkan Janet z zemljo zravnal severno mesto Corozal. Šest let kasneje je orkan Hattie prizadel osrednje obalno območje države z vetrovi s hitrostjo nad 300 kilometrov na uro (186 mph) in 4-metrskimi nevihtnimi valovi. Opustošenje mesta Belize že drugič v tridesetih letih je spodbudilo premestitev prestolnice približno 80 kilometrov v notranjost v načrtovano mesto Belmopan. Orkan, ki je opustošil Belize, je bil orkan Greta, ki je leta 1978 vzdolž južne obale povzročil več kot 25 milijonov USD škode.
Mnogi so Belize 20 let obravnavali kot območje brez orkanov, dokler orkan Mitch (oktober 1998) ni povzročil precejšnjega razburjenja in dvignil ozaveščenost o orkanih ter Nacionalno organizacijo za upravljanje v izrednih razmerah (NEMO). Dve leti kasneje sta tropska nevihta Chantal in orkan Keith veliko prispevala k temu, da sta se država uvrstila na zemljevid orkanov.
Leta 2001 je orkan Iris preplavil južni del Belizeja in povzročil škodo, ki se je gibala v stotinah milijonov, predvsem zaradi izbrisa industrije banan, ohromitve citrusov in turizma na tem območju. Šest let pozneje je bes pete kategorije Dean pristal na obali Jukatana pri Mahahualu in Corozalu v severnem Belizeju, prizanesel pa ji ni bil največji veter menda kategorije 3 do 4. Orkan Dean je povzročil na desetine milijonov škode, zlasti infantilni industriji papaje in v manjši meri endemični industriji sladkornega trsa.

## Geologija
Belizejska geologija je v veliki meri sestavljena iz različnih vrst apnenca, z opazno izjemo gorovja Maja, velikega dvignjenega bloka intruzivnega paleozojskega granita in sedimentov, ki tečejo od severovzhoda proti jugozahodu čez južni osrednji del države. Nekaj večjih prelomov prepreda to visokogorje, vendar velik del Belizeja leži zunaj tektonsko aktivnega območja, ki leži pod večino Srednje Amerike. V obdobju krede je današnji zahodni del gorovja Maja stal nad morsko gladino in ustvaril najstarejše kopno v Srednji Ameriki, planoto Mountain Pine Ridge.
Hribovita območja, ki obkrožajo gorovje Maja, so nastala iz krednega apnenca. Za ta območja je značilna kraška topografija, ki jo zaznamujejo številne vrtače, kaverne in podzemni tokovi. V nasprotju z Mountain Pine Ridge so nekatera tla v teh regijah precej rodovitna in so bila obdelana v zadnjih 4000 letih.
Velik del severne polovice Belizeja leži na plošči Jukatan, tektonsko stabilni regiji. Čeprav je večinoma raven, ima ta del države tudi občasna območja hribovitega, kraškega terena, kot so Yalbac Hills ob zahodni meji z Gvatemalo in Manatee Hills med mestom Belize in Dangrigo. Aluvialni nanosi z različno rodovitnostjo pokrivajo razmeroma ravne pokrajine obalnih nižin.

## Okoljska vprašanja
Težave z degradacijo okolja v Belizeju vključujejo krčenje gozdov, onesnaževanje vode z odplakami, industrijske odplake, kmetijske odtoke in odlaganje trdnih odpadkov.
Belize je podpisnik Baselske konvencije, Konvencije o biološki raznovrstnosti, Ramsarske konvencije, CITES, Konvencije o preprečevanju onesnaževanja morja z odlaganjem odpadkov in drugih snovi, Mednarodne konvencije o urejanju kitolova, Montrealskega protokola, MARPOL 73/78, Združenih držav Konvencija narodov o pomorskem pravu, Konvencija Združenih narodov o boju proti dezertifikaciji in Okvirna konvencija Združenih narodov o spremembi podnebja.

## Naravni viri
Čeprav v Belizeju obstajajo številni gospodarsko pomembni minerali, noben ni bil najden v dovolj velikih količinah, da bi upravičili njihovo rudarjenje. Ti minerali so dolomit, barit (vir barija), boksit (vir aluminija), kasiterit (vir kositra) in zlato. Leta 1990 je bil apnenec, ki se je uporabljal pri gradnji cest, edini mineralni vir, ki se je izkoriščal za domačo ali izvozno uporabo.
Podobnost geologije Belizeja z naftonosnimi območji Mehike in Gvatemale je spodbudila naftne družbe, predvsem iz Združenih držav, da so v zgodnjih 1980-ih iskale nafto tako na morju kot na kopnem. Začetni rezultati so bili obetavni, vendar se je tempo raziskovanja pozneje v desetletju upočasnil in proizvodne operacije se niso nikoli začele. Zaradi tega ostaja Belize skoraj popolnoma odvisen od uvožene nafte za svoje energetske potrebe.
Belize ima velik potencial za hidroelektrarne in druge obnovljive vire energije, kot sta sončna energija in biomasa. Sredi 1980-ih je belizejski poslovnež predlagal izgradnjo elektrarne na les za proizvodnjo električne energije, vendar je ideja propadla zaradi ekoloških skrbi in gospodarskih omejitev. Konec leta 2005 je podjetje z imenom Belize Natural Energy našlo nafto v komercialnih količinah na območju Spanish Lookout v Belizeju.

## Ekstremne točke
- Najsevernejša točka – Subteniente Lopez
- Najjužnejša točka – jugozahodna meja z Gvatemalo, blizu Chocona
- Najbolj zahodna točka – meja z Gvatemalo, pri reki Sarstoon
- Najbolj vzhodna točka – Lighthouse Reef
- Najvišja točka – Doyle's Delight: 1124 m
- Najnižja točka – Atlantski ocean: 0 m